# Gumimaci

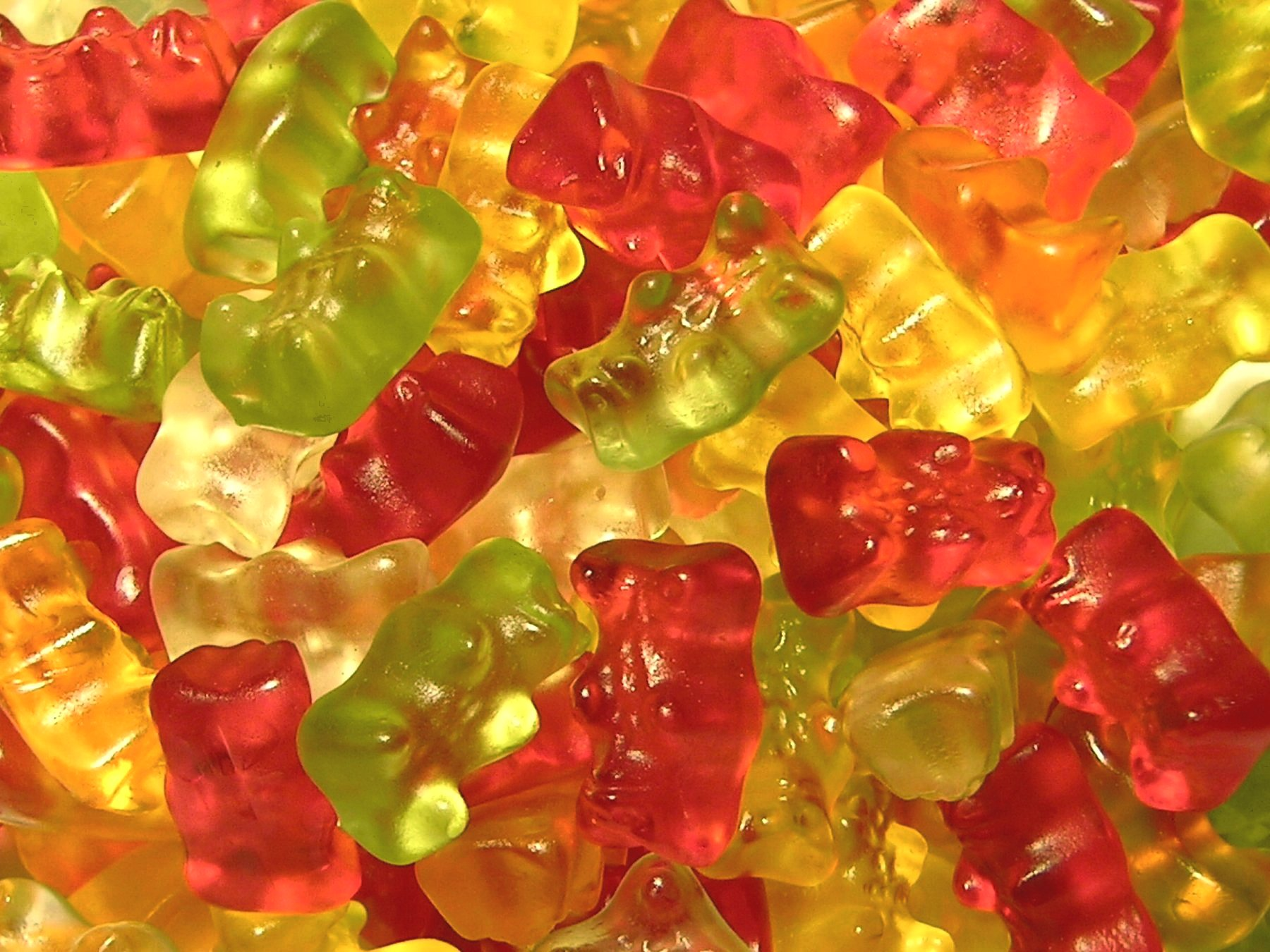
HARIBO-gumimacik

A gumimaci egy-két centiméter magas, medve formájú gumicukorka. Többféle ízben és színben készül, a gumicukorkákra jellemző eljárással és összetételben.

## Története
A gumimacit a bonni Hans Riegel fejlesztette ki 1921-ben. Cége, a Haribo 1922-ben dobta piacra a terméket eleinte  Tanzbär ("Táncoló medve"), majd Goldbär ("Aranymedve") néven. A Haribo ma is a világ vezető gumicukorka-gyártója: 2004-ben napi 80 millió gumimacit termeltek.